# Гидравлическое испытание
Гидравлическое испытание — один из наиболее часто используемых видов неразрушающего контроля, проводящийся с целью проверки прочности и плотности сосудов, трубопроводов, теплообменников, насосов и другого оборудования, работающего под давлением, их деталей и сборочных единиц. Также гидравлическим испытаниям могут подвергаться схемы тепломеханического оборудования в сборе и даже целые тепловые сети. По принятой в большинстве стран практике, всё оборудование, работающее под давлением, подвергают гидравлическим испытаниям:
- после изготовления предприятием-изготовителем оборудования или элементов трубопроводов, поставляемых на монтаж;
- после монтажа оборудования и трубопроводов;
- в процессе эксплуатации оборудования и трубопроводов, нагружаемых давлением воды, пара или пароводяной смеси.

Гидравлическое испытание — необходимая процедура, свидетельствующая о надёжности оборудования и трубопроводов, работающих под давлением, в течение всего срока их службы, что крайне важно, учитывая серьёзную опасность для жизни и здоровья людей в случае их неисправностей и аварий. 
Давление проведения гидравлических испытаний называется
поверочным, и оно превышает рабочее обычно в 1,25, 1,5 или в 5/3 раза. После производства и при периодической проверке сосудов внутреннего давления с целью надёжности их нагружают поверочным давлением с определением степени изменения объёмных характеристик ОРБ.

## Ход процедуры
Перед испытанием, отсоединить от контура или перекрыть все КИП (манометры, датчики и др.), кроме специально имеющихся в контуре для этой процедуры. Оповестить персонал.
В испытуемом оборудовании, трубопроводе или системе (контуре) создаётся пробное давление (во избежание гидроударов и внезапных аварийных ситуаций это производится медленно и плавно), превышающее рабочее на определяемую по специальным формулам величину, чаще всего на 25 %. При этом тщательно контролируют рост давления по двум независимым поверенным манометрам или каналам измерений, на этом этапе допускается колебание давления вследствие изменения температуры жидкости. В процессе набора давления в обязательном порядке должны быть приняты меры для исключения скопления газовых пузырей в полостях, заполненных жидкостью. Затем, в течение так называемого времени выдержки, оборудование находится под повышенным давлением, которое не должно падать вследствие неплотности испытуемого оборудования, что также внимательно отслеживается. После чего давление снижается до обоснованного расчетом на прочность значения, но не менее рабочего давления. На протяжении этих этапов персонал должен находиться в безопасном месте, нахождение рядом с испытуемым оборудованием строжайше запрещено. После снижения давления персонал проводит визуальный осмотр оборудования и трубопроводов в доступных местах в течение времени, необходимого для осмотра. В комбинированных сосудах с двумя и более рабочими полостями, рассчитанными на разные давления (например в теплообменниках), гидравлическому испытанию должна подвергаться каждая полость.

### Оценка результатов
Оборудование и трубопроводы считаются выдержавшими гидравлические испытания, если в процессе испытаний и при осмотре не обнаружено течей жидкости и разрывов металла, в процессе выдержки падение давления не выходило за пределы, объясняемые колебаниями давления вследствие изменения температуры жидкости, а после испытаний не выявлено видимых остаточных деформаций.

## Пневматическое испытание
В случаях, специально оговорённых в проектной документации на испытуемое изделие или государственными правилами и стандартами, допускается замена гидравлических испытаний пневматическими. Чаще всего это разрешается при условии дополнительного обследования предприятием-изготовителем изделия другими методами неразрушающего контроля, например сплошным ультразвуковым и радиографическим контролем основного металла и сварных соединений. В некоторых случаях пневматические испытания являются своеобразным подготовительным этапом перед гидравлическими. Они проводятся аналогично гидравлическим, иногда, при небольших давлениях и применительно к оборудованию со специфической конструкцией (например теплообменникам), места, где могут быть неплотности, обрабатываются мыльным раствором. После повышения давления на местах, имеющих дефекты, вздуваются мыльные пузыри, что позволяет легко их обнаружить. Таким способом определяется плотность, но не прочность оборудования.

## Определение параметров гидравлических (пневматических) испытаний

### Определение давления
Существует, как минимум, восемь подходов к выбору величины испытательного давления, везде рассматриваются повреждения коррозионной природы, а также используется связь давления с диаметром трубопровода. Принимается во внимание, что на выбор величины должны влиять как марка стали, так и геометрические характеристики трубопровода и прочностные характеристики сварной конструкции. Связь в виде прямо- и обратно пропорциональных зависимостей не соответствует современным представлениям о механизме разрушения металлического трубопровода. Положение, согласно которому разрушение стенки трубы при гидравлическом испытании происходит, когда напряжение в стенке достигает временного сопротивления разрыву, является чрезвычайно упрощенным. Имеется методика определения максимального давления опрессовки с учетом толщины стенки в рассматриваемый момент, скорости коррозии, величины диаметра и марки стали трубопровода. Имеется запатентованная методика, ее недостатками является сложность и отсутствие программной реализации. Кроме того, нет даже потенциальной возможности интеграции с современными программными расчетными комплексами. 
Давление гидравлических испытаний должно быть не менее определяемого по формуле:
{\displaystyle P_{h}=K_{h}P{\frac {\left[\sigma \right]^{T_{h}}}{\left[\sigma \right]^{T}}}} (нижняя граница)
и не более давления, при котором в испытуемом изделии возникнут общие мембранные напряжения, равные {\displaystyle 1,35\left[\sigma \right]^{T_{h}}}, а сумма общих или местных мембранных и общих изгибных напряжений достигнет {\displaystyle 1,7\left[\sigma \right]^{T_{h}}} (верхняя граница). Где:
{\displaystyle P} — расчётное давление при испытаниях на предприятии-изготовителе или рабочее давление при испытаниях после монтажа и в процессе эксплуатации,
{\displaystyle \left[\sigma \right]^{T_{h}}} — номинальное допустимое напряжение при температуре гидравлических испытаний {\displaystyle T_{h}} для рассматриваемого элемента конструкции,
{\displaystyle \left[\sigma \right]^{T}} — номинальное допускаемое напряжение при расчётной температуре {\displaystyle T} рассматриваемого элемента конструкции.
{\displaystyle K_{h}} — коэффициент, равный:
- 1 для защитных оболочек и страховочных корпусов (кожухов);
- 1,25 для оборудования и трубопроводов (1,15 при пневмоиспытаниях);
- 1,5 для деталей, изготовленных из литья;
- 1,3 для сосудов и деталей, изготовленных из неметаллических материалов с ударной вязкостью более 20 Дж/см²;
- 1,6 для сосудов и деталей, изготовленных из неметаллических материалов с ударной вязкостью менее 20 Дж/см².

Для элементов, нагружаемых наружным давлением, должно также выполняться условие:
{\displaystyle P_{h}\leq 1,25\left[P\right]}
Гидравлическое испытание криогенных сосудов при наличии вакуума в изоляционном пространстве должно проводиться пробным давлением, определяемым по формуле:
{\displaystyle P_{h}=1,25P-0,1\mathrm {M} \mathrm {P} \mathrm {a} }
Гидравлическое испытание металлопластиковых сосудов должно проводиться пробным давлением, определяемым по формуле:
{\displaystyle P_{h}=\left[K_{h}K_{m}+\alpha (1-K_{m})\right]P{\frac {\left[\sigma \right]^{T_{h}}}{\left[\sigma \right]^{T}}}}
где:
{\displaystyle K_{m}} — отношение массы металлоконструкции к общей массе сосуда;
{\displaystyle \alpha } — коэффициент, равный:
- 1,3 для сосудов и деталей, изготовленных из неметаллических материалов с ударной вязкостью более 20 Дж/см²;
- 1,6 для сосудов и деталей, изготовленных из неметаллических материалов с ударной вязкостью менее 20 Дж/см².

Значения {\displaystyle \left[\sigma \right]^{T_{h}}}, {\displaystyle \left[\sigma \right]^{T}}, общие и местные мембранные и общие изгибные напряжения; {\displaystyle \left[P\right]} — допускаемое наружное давление при температуре гидравлических испытаний определяют по Нормам расчёта на прочность.
В случае, если гидравлическим (пневматическим) испытаниям подвергаются система или контур, состоящие из оборудования и трубопроводов, работающих при разных рабочих давлениях и (или) расчётных температурах, или изготовленных из материалов с различными {\displaystyle \left[\sigma \right]^{T_{h}}} и (или) {\displaystyle \left[\sigma \right]^{T}}, то давление гидравлических (пневматических) испытаний этой системы (контура) следует принимать равным минимальному значению верхней границы давлений испытаний, выбранному из всех соответствующих значений для оборудования и трубопроводов, составляющих систему (контур).
Кем и в каких документах указывается.
Значения давления гидравлических испытаний для оборудования и сборочных единиц (блоков) трубопроводов должны указываться предприятием-изготовителем в паспорте оборудования и свидетельстве об изготовлении деталей и сборочных единиц трубопровода.
Значения давлений гидравлических (пневматических) испытаний систем (контуров) должны определяться проектной организацией и сообщаться предприятию-владельцу оборудования и трубопроводов, которое уточняет эти значения на основе данных, содержащихся в паспортах оборудования и трубопроводов, комплектующих систему (контур).

### Определение температуры
В большинстве случаев для гидравлического испытания должна применяться вода температурой не ниже 5 °С и не выше 40 °C, если в технических условиях не указано конкретное значение температуры, допускаемой по условию предотвращения хрупкого разрушения и определяемое согласно Нормам расчёта на прочность. При этом во всех случаях температура испытательной и окружающей среды не должна быть ниже 5 °C.
Однако в некоторых отраслях промышленности к выбору допускаемой температуры подходят более строго, что связано с изменением физических свойств материалов и воды при очень высоких давлениях и воздействии других факторов. Например, на АЭС допускаемая температура металла при гидравлических (пневматических) испытаниях в процессе эксплуатации (в том числе после ремонта) устанавливается на основе данных расчёта на прочность, паспортов оборудования и трубопроводов, чисел циклов нагружения, зафиксированных в процессе эксплуатации, фактических флюенсов нейтронов с энергией {\displaystyle E\geq 0,5} МэВ и данных испытаний образцов-свидетелей, устанавливаемых в корпуса ядерных реакторов.
Кем и в каких документах указывается.
Допускаемая температура металла при гидравлических испытаниях, проводимых после изготовления, должна определяться конструкторской (проектной) организацией и указываться в чертежах, паспортах оборудования и свидетельствах об изготовлении деталей и сборочных единиц трубопроводов.

### Определениевремени выдержки
Время выдержки под пробным давлением устанавливается разработчиком проекта, но должно быть не менее 5 мин. При отсутствии указаний в проекте время выдержки должно быть не менее значений, указанных в табл.
| Толщина стенки, мм                                                             | Время выдержки, мин |
| До 50                                                                          | 10                  |
| Свыше 50 до 100                                                                | 20                  |
| Свыше 100                                                                      | 30                  |
| Для литых, неметаллических и многослойных сосудов независимо от толщины стенки | 60                  |